# Општина Сан Фелипе дел Прогресо (Мексико)
Сан Фелипе дел Прогресо (шп. San Felipe del Progreso) општина је у Мексику у савезној држави Мексико. Општина се налази на надморској висини од 2570 м.

## Становништво
Према подацима из 2010. у општини је живело 121396 становника.

### Хронологија
| Година       | 2000                   | 2005                   | 2010                   |
| ------------ | ---------------------- | ---------------------- | ---------------------- |
| Становништво | 177287 (86078 / 91209) | 100201 (48101 / 52100) | 121396 (58173 / 63223) |

### Попис
| \| \| м \| \| \| ж \| \| 0—2 \| 4.341 \| \| \| 4.240 \| \| 3—5 \| 4.728 \| \| \| 4.874 \| \| 6—11 \| 9.588 \| \| \| 9.687 \| \| 12—14 \| 4.643 \| \| \| 4.679 \| \| 15—17 \| 4.614 \| \| \| 4.533 \| \| 18—24 \| 8.059 \| \| \| 8.507 \| \| 60+ \| 3.059 \| \| \| 4.638 \| \| Просек : \| 24,0 \| \| \| 25,7 \| |       |  |  |       |
| |       |  |  |       |
| | м     |  |  | ж     |
| 0—2 | 4.341 |  |  | 4.240 |
| 3—5 | 4.728 |  |  | 4.874 |
| 6—11 | 9.588 |  |  | 9.687 |
| 12—14 | 4.643 |  |  | 4.679 |
| 15—17 | 4.614 |  |  | 4.533 |
| 18—24 | 8.059 |  |  | 8.507 |
| 60+ | 3.059 |  |  | 4.638 |
| Просек : | 24,0  |  |  | 25,7  |

| #   | Индикатор                                                                                        | Вредност |
| --- | ------------------------------------------------------------------------------------------------ | -------- |
| 1   | Становништво од 0 до 2 године                                                                    | 8581     |
| 2   | Мушко становништво од 0 до 2 године                                                              | 4341     |
| 3   | Женско становништво од 0 до 2 године                                                             | 4240     |
| 4   | Становништво са 3 и више година                                                                  | 112669   |
| 5   | Мушко становништво са 3 и више година                                                            | 53762    |
| 6   | Женско становништво са 3 и више година                                                           | 58907    |
| 7   | Становништво са 5 и више година                                                                  | 106237   |
| 8   | Мушко становништво са 5 и више година                                                            | 50584    |
| 9   | Женско становништво са 5 и више година                                                           | 55653    |
| 10  | Становништво са 12 и више година                                                                 | 83792    |
| 11  | Мушко становништво са 12 и више година                                                           | 39446    |
| 12  | Женско становништво са 12 и више година                                                          | 44346    |
| 13  | Становништво са 15 и више година                                                                 | 74470    |
| 14  | Мушко становништво са 15 и више година                                                           | 34803    |
| 15  | Женско становништво са 15 и више година                                                          | 39667    |
| 16  | Становништво са 18 и више година                                                                 | 65323    |
| 17  | Мушко становништво са 18 и више година                                                           | 30189    |
| 18  | Женско становништво са 18 и више година                                                          | 35134    |
| 19  | Становништво од 3 до 5 година                                                                    | 9602     |
| 20  | Мушко становништво од 3 до 5 година                                                              | 4728     |
| 21  | Женско становништво од 3 до 5 година                                                             | 4874     |
| 22  | Становништво од 6 до 11 година                                                                   | 19275    |
| 23  | Мушко становништво од 6 до 11 година                                                             | 9588     |
| 24  | Женско становништво од 6 до 11 година                                                            | 9687     |
| 25  | Становништво од 8 до 14 година                                                                   | 22219    |
| 26  | Мушко становништво од 8 до 14 година                                                             | 11040    |
| 27  | Женско становништво од 8 до 14 година                                                            | 11179    |
| 28  | Становништво од 12 до 14 година                                                                  | 9322     |
| 29  | Мушко становништво од 12 до 14 година                                                            | 4643     |
| 30  | Женско становништво од 12 до 14 година                                                           | 4679     |
| 31  | Становништво од 15 до 17 година                                                                  | 9147     |
| 32  | Мушко становништво од 15 до 17 година                                                            | 4614     |
| 33  | Женско становништво од 15 до 17 година                                                           | 4533     |
| 34  | Становништво од 18 до 24 године                                                                  | 16566    |
| 35  | Мушко становништво од 18 до 24 године                                                            | 8059     |
| 36  | Женско становништво од 18 до 24 године                                                           | 8507     |
| 37  | Женско становништво од 15 до 49 година                                                           | 31592    |
| 38  | Становништво са 60 и више година                                                                 | 7697     |
| 39  | Мушко становништво са 60 и више година                                                           | 3059     |
| 40  | Женско становништво са 60 и више година                                                          | 4638     |
| 41  | Однос између мушкараца и жена                                                                    | 92.01    |
| 42  | Становништво од нуле до 14 година                                                                | 46780    |
| 43  | Становништво од 15 до 64 године                                                                  | 68989    |
| 44  | Становништво од 65 година и више                                                                 | 5481     |
| 45  | Просечан број деце                                                                               | 3.07     |
| 46  | Становништво рођено у ентитету                                                                   | 118320   |
| 47  | Мушко становништво рођено у ентитету                                                             | 56868    |
| 48  | Женско становништво рођено у ентитету                                                            | 61452    |
| 49  | Становништво рођено у другом ентитету                                                            | 2541     |
| 50  | Мушко становништво рођено у другом ентитету                                                      | 1056     |
| 51  | Женско становништво рођено у другом ентитету                                                     | 1485     |
| 52  | Становништво од 5 година и више резидентно у ентитету у јуну 2005. године                        | 104192   |
| 53  | Мушко становништво старосног доба од 5 година и више, резидентно у ентитету у јуну 2005. године  | 49487    |
| 54  | Женско становништво старосног доба од 5 и више година, резидентно у ентитету у јуну 2005. године | 54705    |
| 55  | Становништво од 5 година и више које је живело у другом ентитету у јуну 2005. године             | 921      |
| 56  | Мушко становништво старије од 5 година које је живело у другом ентитету у јуну 2005. године      | 424      |
| 57  | Женско становништво старије од 5 година које је живело у другом ентитету у јуну 2005. године     | 497      |
| 58  | Становништво од 3 године и више које говори аутохтони језик                                      | 33646    |
| 59  | Мушко становништво старо 3 године и више које говори аутохтони језик                             | 15381    |
| 60  | Женско становништво старо 3 године и више које говори аутохтони језик                            | 18265    |
| 61  | Становништво од 3 године и више које говори аутохтони језик и не говори шпански језик            | 345      |
| 62  | Мушко становништво старо 3 године и више које говори аутохтони језик и не говори шпански         | 39       |
| 63  | Женско становништво старо 3 године и више које говори аутохтони језик и не говори шпански језик  | 306      |
| 64  | Становништво старо 3 године и више које говори аутохтони језик и шпански                         | 31749    |
| 65  | Мушко становништво старо 3 године и више које говори аутохтони језик и шпански                   | 14705    |
| 66  | Женско становништво старо 3 године и више које говори аутохтони језик и шпански                  | 17044    |
| 67  | Становништво од 5 година и више које говори аутохтони језик                                      | 33517    |
| 68  | Становништво од 5 година и више које говори аутохтони језик и не говори шпански језик            | 345      |
| 69  | Становништво од 5 година и више које говори аутохтони језик и говори шпански језик               | 31639    |
| 70  | Становништво у домородачким домаћинствима                                                        | 74491    |
| 71  | Становништво са ограничењима у активностима                                                      | 3114     |
| 72  | Становништво са ограниченим ходањем или кретањем, горе или доле                                  | 1672     |
| 73  | Становници са ограничењима вида, чак и уз кориштење сочива                                       | 721      |
| 74  | Становништво са ограничењима говора, комуникације или конверзације                               | 344      |
| 75  | Становништво са ограниченим слухом                                                               | 410      |
| 76  | Становништво са ограничењима при одевању, купању или јелу                                        | 99       |
| 77  | Становништво са ограничењима у опажању или учењу једноставних ствари                             | 123      |
| 78  | Становништво са менталним ограничењима                                                           | 238      |
| 79  | Становништво без ограничења активности                                                           | 116856   |
| 80  | Становништво од 3 до 5 година које не похађа школу                                               | 6778     |
| 81  | Мушко становништво од 3 до 5 година које не похађа школу                                         | 3355     |
| 82  | Женско становништво од 3 до 5 година које не похађа школу                                        | 3423     |
| 83  | Становништво од 6 до 11 година које не похађа школу                                              | 830      |
| 84  | Мушко становништво од 6 до 11 година које не похађа школу                                        | 442      |
| 85  | Женско становништво од 6 до 11 година које не похађа школу                                       | 388      |
| 86  | Становништво од 12 до 14 година које не похађа школу                                             | 1156     |
| 87  | Мушко становништво од 12 до 14 година које не похађа школу                                       | 546      |
| 88  | Женско становништво од 12 до 14 година које не похађа школу                                      | 610      |
| 89  | Становништво од 15 до 17 година похађа школу                                                     | 4505     |
| 90  | Мушко становништво од 15 до 17 година похађа школу                                               | 2277     |
| 91  | Женско становништво између 15 и 17 година живота у школи                                         | 2228     |
| 92  | Становништво од 18 до 24 године похађа школу                                                     | 2606     |
| 93  | Мушко становништво од 18 до 24 године похађа школу                                               | 1248     |
| 94  | Женско становништво од 18 до 24 године похађа школу                                              | 1358     |
| 95  | Становништво од 8 до 14 година које не може да чита и пише                                       | 671      |
| 96  | Мушко становништво старосног доба од 8 до 14 година које не може да чита и пише                  | 373      |
| 97  | Женско становништво старосног доби од 8 до 14 година које не може да чита и пише                 | 298      |
| 98  | Становништво од 15 година и више које је неписмено                                               | 12122    |
| 99  | Мушко становништво од 15 година и више које је неписмено                                         | 2953     |
| 100 | Женско становништво од 15 година и више које је неписмено                                        | 9169     |
| 101 | Становништво старо 15 и више година без школовања                                                | 11129    |
| 102 | Мушко становништво старо 15 и више година без школовања                                          | 2820     |
| 103 | Женско становништво старо 15 и више година без школовања                                         | 8309     |
| 104 | Становништво старосног доба 15 и више година са непотпуним основним образовањем                  | 16924    |
| 105 | Мушко становништво старосног доба од 15 година и више са непотпуном основним образовањем         | 8129     |
| 106 | Женско становништво старосног доба 15 и више година са непотпуном основним образовањем           | 8795     |
| 107 | Становништво старо 15 и више година са комплетним основним образовањем                           | 15445    |
| 108 | Мушко становништво старо 15 година и више са комплетним основним образовањем                     | 7459     |
| 109 | Женско становништво старо 15 и више година са комплетним основним образовањем                    | 7986     |
| 110 | Становништво старосног доба 15 и више година са непотпуним средњим образовањем                   | 4351     |
| 111 | Мушко становништво старосног доба од 15 година и више са непотпуним средњим образовањем          | 2532     |
| 112 | Женско становништво старосног доба од 15 година и више са непотпуним средњим образовањем         | 1819     |
| 113 | Становништво старо 15 и више година са пуним секундарном образовањем                             | 15652    |
| 114 | Мушко становништво старосног доба од 15 година и више са пуним секундарном образовањем           | 8378     |
| 115 | Женско становништво старосног доба од 15 година и више са пуним секундарном образовањем          | 7274     |
| 116 | Становништво старије од 18 година са постосновним образовањем                                    | 9207     |
| 117 | Мушко становништво старије од 18 година са постосновним образовањем                              | 4659     |
| 118 | Женско становништво старије од 18 година са постосновним образовањем                             | 4548     |
| 119 | Просечна оцена школовања                                                                         | 6.12     |
| 120 | Просечан ниво образовања мушке популације                                                        | 6.71     |
| 121 | Просечан ниво образовања женског становништва                                                    | 5.6      |
| 122 | Економски активно становништво                                                                   | 38873    |
| 123 | Економски активна мушка популација                                                               | 29352    |
| 124 | Економски активна женска популација                                                              | 9521     |
| 125 | Становништво које није економски активно                                                         | 44374    |
| 126 | Мушко становништво које није економски активно                                                   | 9815     |
| 127 | Женско становништво које није економски активно                                                  | 34559    |
| 128 | Запослено становништво                                                                           | 36018    |
| 129 | Запослено мушко становништво                                                                     | 26820    |
| 130 | Запослено женско становништво                                                                    | 9198     |
| 131 | Незапослена популација                                                                           | 2855     |
| 132 | Незапослена мушка популација                                                                     | 2532     |
| 133 | Незапослена женска популација                                                                    | 323      |
| 134 | Становништво без права на здравствене услуге                                                     | 37513    |
| 135 | Становништво које има право на здравствене услуге                                                | 83373    |
| 136 | Становништво које има право на ИМСС                                                              | 1513     |
| 137 | Становништво које има право на социјално осигурање                                               | 1661     |
| 138 | Становништво које има право на државно социјално осигурање                                       | 2040     |
| 139 | Становништво које има право на опште осигурање или здравствено осигурање за нову генерацију      | 77197    |
| 140 | Становништво које је било једном или није било у браку током 12 година и више                    | 32854    |
| 141 | Венчано или уједињено становништво од 12 година и више                                           | 44798    |
| 142 | Становништво које је било у браку или уједињено 12 година и више                                 | 5928     |
| 143 | Становништво са католичком религијом                                                             | 104401   |
| 144 | Протестанти, еванђелисти и библијски следбеници различити од еванђелиста                         | 14377    |
| 145 | Становништво са другим религијама различитим од претходних                                       | 45       |
| 146 | Становништво без религије                                                                        | 523      |
| 147 | Укупно пописаних домаћинства                                                                     | 23943    |
| 148 | Пописна домаћинства на челу са мушкарцима                                                        | 18820    |
| 149 | Пописна домаћинства на челу са женама                                                            | 5123     |
| 150 | Становништво у пописним домаћинствима                                                            | 121312   |
| 151 | Становништво у пописним домаћинствима на челу са мушкарцима                                      | 101219   |
| 152 | Становништво у пописним домаћинствима на челу са женама                                          | 20093    |
| 153 | Укупно домаћинстава                                                                              | 28230    |
| 154 | Укупно насељених домаћинстава                                                                    | 23971    |
| 155 | Укупно приватних кућа                                                                            | 28202    |
| 156 | Насељени приватни домови                                                                         | 23943    |
| 157 | Укупно насељених приватних кућа                                                                  | 23971    |
| 158 | Ненасељене приватне куће                                                                         | 2688     |
| 159 | Појединачна домаћинства за привремену употребу                                                   | 1571     |
| 160 | Становници у насељеним приватним кућама                                                          | 121312   |
| 161 | Насељеност станара у приватним становима                                                         | 5.07     |
| 162 | Просечно становника по соби у приватним насељеним домаћинствима                                  | 1.48     |
| 163 | Појединачна домаћинства са подовима од различитих материјала од земље                            | 21348    |
| 164 | Појединачна домаћинства у приземљу                                                               | 2426     |
| 165 | Појединачна домаћинства са једном спаваћом собом                                                 | 8719     |
| 166 | Појединачна домаћинства са две спаваће собе и више                                               | 15080    |
| 167 | Појединачна домаћинства са једним собом                                                          | 1288     |
| 168 | Појединачна домаћинства са две собе                                                              | 4927     |
| 169 | Појединачна домаћинства са 3 собе и више                                                         | 17509    |
| 170 | Појединачна домаћинства која имају електрично светло                                             | 22245    |
| 171 | Појединачна домаћинства која немају електрично светло                                            | 1496     |
| 172 | Појединачна домаћинства која имају водоводну воду у стамбеном простору                           | 14655    |
| 173 | Појединачна домаћинства која немају водоводну воду у стамбеном простору                          | 9130     |
| 174 | Појединачна домаћинства која имају тоалет                                                        | 17231    |
| 175 | Појединачна домаћинства која имају канализацију                                                  | 10362    |
| 176 | Појединачна домаћинства која немају канализацију                                                 | 13352    |
| 177 | Појединачна домаћинства која имају електрично светло, довод воде из јавне мреже и канализацију   | 7282     |
| 178 | Појединачна домаћинства без икаквих услова                                                       | 2599     |
| 179 | Појединачна домаћинства која имају радио                                                         | 15887    |
| 180 | Појединачна домаћинства која имају телевизор                                                     | 19649    |
| 181 | Појединачна домаћинства која имају фрижидер                                                      | 6806     |
| 182 | Појединачна домаћинства која имају машину за веш                                                 | 2582     |
| 183 | Појединачна домаћинства која имају аутомобил или комби                                           | 5009     |
| 184 | Појединачна домаћинства која имају рачунар                                                       | 1553     |
| 185 | Појединачна домаћинства која имају фиксну телефонску линију                                      | 3452     |
| 186 | Појединачна домаћинства која имају мобилни телефон                                               | 7386     |
| 187 | Појединачна домаћинства која имају приступ интернету                                             | 446      |